# Окотепеке (департамент)
Окотепе́ке (исп. Ocotepeque) — один из 18 департаментов Гондураса. Самый западный департамент страны. Граничит с департаментами: Копан, Лемпира, государствами Сальвадор и Гватемала.
Выделен в отдельный департамент в 1906 году из департамента Копан.
Административный центр — город Окотепеке.
Площадь — 1680 км².
Население — 135 300 чел. (2011).
В департаменте расположена третья по высоте гора страны — Серро-Эль-Питаль.

## Муниципалитеты
В административном отношении департамент подразделяется на 16 муниципалитетов:
1. Белен Гуалчо
2. Долорес Мерендон
3. Консепсьон
4. Ла-Энкарнасион
5. Ла-Лабор
6. Лусерна
7. Мерседес
8. Окатепеке
9. Сан-Фернандо
10. Сан-Франциско-дель-Валье
11. Сан-Хорхе
12. Сан-Маркос
13. Санта-Фе
14. Сенсенти
15. Синуапа
16. Фратернидад